# 자비가 일족
자비가 일족(Zabi Family)은 건담 시리즈 중 《기동전사 건담》의 한 축인 지온 공국의 지배자 일족이다.

## 자비가 직계
통상 다음의 7명을 중심으로 이야기가 전개된다.

### 데긴 소도 자비
데긴 소도 자비 공(Prince Degwin Sodo Zabi)은 '기동전사 건담'의 등장인물로 지온 공국의 공왕이다.
- U.C.0017년 출생, 작품 등장 당시는 62세로 거의 은거 상태이긴 하나, U.C.0068년 지온 줌 다이쿤의 사후 지온 공화국을 공국제로 바꾸어 자비가의 지배하에 넣은 인물이다.
- 지온 줌 다이쿤의 동지로, U.C.0058년 지온 공화국 창립 당시 지구 연방군 주둔부대 붕괴를 유도하고 U.C.0062년 지온 공화국군을 창설해 국방력 강화에 힘쓴다. 이러한 강경노선은 지온 다이쿤의 노선과는 엇나가는 방침이기는 했으나, 지온 다이쿤 역시 그의 노력이 갓 탄생한 지온 공화국을 지키기 위한 노력임을 인정하고 있었다. 그러나 U.C.0067년 연방 의회에서 콜로니 자치권 정비 법안이 폐기되면서 양자 간의 대립은 심화되고, U.C.0068년 지온 다이쿤이 사망하면서 남긴 유언에 의해 2대 지온 공화국 수상이 되었다. 구 지온 다이쿤 파에 대한 숙청 이후 U.C.0069년 공국 선언과 동시에 지온 공국 초대 공왕으로 취임한다.
- 다이쿤 파와의 정쟁 및 다이쿤 암살에 대한 보복으로 차남 사스로 자비가 테러로 암살 당하고 (진바 랄 설 및 키실리아 자비 설이 있다.) 아내 나루스도 막내 가르마를 낳을 때 사망하자, 전권을 자식들에게 양보한 이후 정치적으로 은거하는 상태가 되어버린다. 본인도 강력한 군사 체제를 구축하고 독재 정권을 수립했으나, 극단적 군사 독재 노선으로 나가는 기렌 / 키실리아의 정책에 대해서는 그리 바람직하다고는 생각하지 않았던 것으로 보인다.
- U.C.0079년 지온 독립전쟁 발발시, 데긴은 이 전쟁의 목적이 지구 연방에서 완전한 독립 국가를 수립하여 '일국 지오니즘 주의'를 인정받자는 데에 있다고 생각했다. 그러나 장남 기렌은, 완전한 지구 연방 정복 이후 우수한 지온 국민에 의한 전 인류의 관리 체제의 수립까지 노리고 있었고 이후 데긴을 방해물로 여기게 된다.
- 데긴은 막내 가르마를 매우 사랑하고 있었으나, 예상 이상으로 길어진 전쟁 끝에 가르마는 전사하고 데긴은 큰 충격을 받는다. 동생의 죽음을 정치적인 목적으로 이용하는 기렌과 대립하게 된 데긴은, 기렌의 독재 및 기렌과 키실리아 간의 대립을 막기 위해 수상 다르시아 바하로에게 밀명을 내려 은밀히 지구 연방과의 강화를 꾀한다.
- 삼남 도즐마저 전사하자, 스스로 직접 강화 조약을 위해 공국 기함 '그레이트 데긴'에 탑승해 레빌 장군과 접촉한다. 그러나 부친의 생사마저 무시하는 기렌의 솔라 레이 작전에 휘말려 U.C.0079년 12월30일 사망한다.

### 기렌 자비
기렌 자비(Gihren Zabi)는 '기동전사 건담'의 등장인물로 지온 공국 총수의 지위에 있었다. 군 계급은 대장이며 공왕 데긴 소도 자비의 장남이다.
- U.C.0044년생으로 작품 등장 당시 35세, 190cm의 큰 키에 I.Q.240의 천재로 알려져 있다. 어린 시절부터 지온의 정치에 참여했으며 당시 실질적인 지온 공국의 지배자로, 이후의 U.C. 시대에 강력한 영향력을 끼친다.
- 청년 시절 아버지 데긴과 함께 지온 즘 다이쿤 지도하의 혁명에 참여하였고 지온 다이쿤의 암살에도 간여한 것으로 알려져 있다. 데긴의 사실상 은거와 함께 지온의 최고 지도자로 군림하며, 천재적인 두뇌와 비정함, 그리고 선동적인 웅변으로 국가를 좌지우지하고 있었다.
- 일종의 선민사상에 근거한 정치 사상을 갖고 있었다. 스페이스 노이드는 선택된 백성이며 그중 제일은 지온 국민이라고 철저히 믿고 있었으며, 일년전쟁발발 직후 일주일 전쟁 당시 콜로니에 대한 독가스 공격 및 브리티쉬 작전 등을 직접 명령했고 이를 통해 '우매한 인간'의 수를 줄이고 지구의 환경을 회복하며 나아가 '선택받은 스페이스노이드인 지온 국민에 의한 인류의 영도를 꾀했다. 이러한 사고방식은 가르마 자비의 국장시 행해진 연설에서 명백히 드러났으며, 이후 티탄즈의 지도자 자미토프 하이만이나 네오 지온의 지도자 하만 칸 등에게도 큰 영향을 준 것으로 생각된다. '선택받은 인간'이라는 개념과 지온 다이쿤의 '뉴타입'에 대해 혼동하지는 않았으며, 단지 정략, 전략 등을 이유로 일부 뉴타입의 재능을 가진 자와 접촉하기도 했다.
- 아버지 데긴은 기렌에 대해 '히틀러의 꼬리'라는 평가와 함께 상당한 의구심을 갖고 있었고, 누이 키실리아 자비는 기렌을 정치적인 면에서의 경쟁자로 보고 있었다. 그러나 기렌은 아버지를 늙은이로 무시하고 키실리아는 아직 애송이로 경시하고 있었던 것으로 보인다.
- 아 바오아 쿠에서의 최종 결전 당시, 아버지의 존재를 무시하고 솔라 레이를 발사, 지구 연방군 함대에 큰 타격을 입힌다. 그러나 이를 알게 된 키실리아에 의해 U.C.0079년 12월 31일 전투지휘 도중 우습게 보던 키실리아에게 사살당한다.
- 이후, 기렌에게 충성하던 에귀유 델라즈는 기렌의 유지를 받들어 U.C.0083년 지구 연방군 관함식을 핵병기로 습격하고 이어 제2차 브리티시 작전을 거행한다. U.C.0088년 제1차 네오 지온 항쟁 당시 그레미 토토는 자신을 기렌의 후예라고 표방한다.
- 여성 관계에 있어서는 상당히 담백했던 것으로 알려져 있다. 부인은 있었다고는 알려져 있지만 사이가 좋지 않았던 것 같고 공식 석상에도 나타나지 않았다. 비서인 세실리아 아이린과 애인관계였다는 설도 있으나 확실하지는 않다. (소설판에서는 크라우레 하몬과 애인 관계였다는 설정이 있다.)

### 키시리아 자비
키시리아 자비(Kycilia Zabi)는 '기동전사 건담'의 등장인물로 지온 공국 돌격기동군 사령관의 지위에 있었다. 군 계급은 소장이며 공왕 데긴 소도 자비의 장녀이다.
- U.C. 0055년 생으로 24세로 알려져 있으나, 28세인 도즐에게 '누님'으로 불리는 것을 보면 무엇인가 문제가 있는 것 같다. (어린 카스발과도 놀아줬다고 직접 이야기한다.) 오빠 기렌과는 정치적으로, 동생 도즐과는 군사적으로 대립하고 있다.
- 항상 마스크를 하고 있으며, 공식적으로는 방사능 사고로 인한 것으로 알려져 있지만 맨얼굴은 멀쩡하다. 전장에서의 피냄새를 혐오하기 때문이라고도, 젊은 시절 아버지 데긴의 지온 다이쿤 암살로 여자를 버렸기 때문이라고도 말해지고 있다.
- 냉철한 성격으로 정치적 수완과 통찰력이 우수하다. 기렌과 마찬가지로 젊을때부터 정치적으로 두각을 나타냈지만 기렌이 틀어쥔 지온 공국에서 기반을 얻기 위해서는 새로운 길을 뚫어야 할 필요가 있었고, 그런 탓인지 항상 새로운 것 - 모빌 슈트나 뉴타입 등 - 에 관심을 보인다. U.C. 0078년 10월, 당시 대좌시절 MS전의 잇점을 강조하며 정통적인 함대전을 중시하던 도즐과 대판 싸움을 벌인다. 결국 기렌의 조정으로 지온공국군은 도즐 휘하의 우주공격군과 키실리아 휘하의 돌격기동군의 양대 체제로 분열하고, 이는 이후 지온공국군의 지휘체계에 상당한 악영향을 끼치게 된다. 일년전쟁 중에도 캘리포니아 베이스에서의 잠수함 부대 창설과 관련해 도로스급 대형공모 '도로와'를 도즐에게 양보한다.
- 기렌과의 정치적 반목 과정에서 자신의 정치력을 확대하기 위해 노력하고, 이를 위해 달의 그라나다 기지 및 동생 가르마를 통해 북미 지역에 대한 영향력을 확대하고, 가르마의 죽음에 분노한 도즐에게 좌천당한 샤아와 교섭해 대서양 잠수함대(매드 앵글러대)를 맡긴다거나 심복 마 크베 대좌를 통해 오뎃사의 광물자원을 획득하는 등의 공작을 전개해 나갔다. 뉴타입에 대해서는 상당한 이해를 갖고 있어서, 뉴타입 양성을 위한 플라나간 기관을 설립했지만 아무래도 이에 대해 샤아는 '단지 정치적인 목적일 것이다'라고 생각하고 있었다.
- 샤아의 정체는 이미 알고 있었으며, 오히려 이를 밝히면서 칼을 건네주기도 한다. 기렌의 데긴 암살을 확인하고 이를 기회로 아 바오아 쿠 공방전 도중 기렌을 사살하나, 이때의 혼란 때문에 전세는 삽시간에 기울어져버린다. U.C.0079년 12월 31일, 트와닝에게 뒤를 맡기고 잔지바르급 순양함으로 탈출을 시도하나, 복수를 노린 샤아에게 사살된다.[연방군 살라미스급 전함에 의한 포격으로 사망했다는 설이있음] (키실리아는 샤아에게 상당한 기대를 걸고 있었던 듯, 샤아가 자신을 노리는 것을 보고 경악한다.) 키실리아의 죽음으로  자비가의 지온 공국은 붕괴한다.

### 사스로 자비
사스로 자비(Sasro Zabi)는 '기동전사 건담'의 설정상 인물로, 캐릭터 원안의 유출에서 태어난 캐릭터라고도 한다. 공왕 데긴 소도 자비의 차남 (삼남설도 있다)으로, 기타 정보는 불명이다. 지온 다이쿤의 암살 이후 테러로 인해 폭사 당한다. 2015년에 나온 '건담 디 오리진'에서 키실리아의 빰을 때리는장면과 테러당시 차에서 도즐 자비와 이야기하는 모습을 잠시 드러냈다.

### 도즐 자비
도즐 자비(Dozle Zabi)는 '기동전사 건담'의 등장인물로 지온 공국 우주공격군 사령관의 지위에 있었다. 군 계급은 중장이며 공왕 데긴 소도 자비의 삼남이다.
- U.C. 0051년 생으로 28세. 사스로 자비의 폭사 당시 얼굴에 상처를 입었으며, 사스로를 지키지 못한 것에 대해 스스로 분노하여 삼남을 자칭했다는 설이 있다.
- 체격이나 얼굴 모양이 형제들과 크게 다르며, 이 때문에 첩의 자식이라는 것이 통설이다. 키실리아를 '누님'이라고 부르는 이유도 그때문이라 한다.
- 일년전쟁의 우주전 상황에서는 항상 그가 등장한다. 사이드 침공전, 브리티시 작전, 루움 전역 모두를 이끈 맹장으로, 지온의 지구 침공작전 이후 사이드 1 공역에 건설된 우주요새 솔로몬에 주둔한다. 순수한 무인으로, 부인 제나와의 사이에 딸 미네바가 있다.
- 당초 MS를 경시하여 키실리아와 대립하기도 하나, 초기 전역의 전과를 보고 이를 인정한다. 이후 직접 전용 MS로 전선에 나가 병사들의 사기 진작에 노력한다.
- 어머니 나루스의 모습을 강하게 지닌 막내 가르마를 아끼고 있어 아버지 데긴과 마찬가지로 젊은 그의 성장을 기대하고 있었다.(가르마의 기대에 멀지않아 "곧 그의 휘하로 들어가겠다"고 도 말하였다.) 때문에 가르마의 전사 이후 동생을 지키지 못한 샤아를 좌천시키고 복수를 위해 란바 랄 부대를 직접 지구로 파견한다. 이후 키실리아 측으로 넘어간 샤아가 우주로 올라오자 이를 견제하기 위해 콘스콘 소장 휘하의 함대를 파견하기도 한다.
- 지구 연방군의 솔로몬 공략작전 이전 원군을 요청하나, 정작 지온 본국에서 보내진 것은 빅 잠 1기뿐이었다. 키실리아에게는 그간의 사정 때문에 원군을 요청하지 않았으며, 결국 그라나다에서 출항한 마 쿠베의 증원부대는 시간에 대지 못한다. U.C.0079년 12월 24일, 지구연방군의 솔라 시스템과 매복한 함대로부터 큰 피해를 입고 솔로몬 방위가 불가능한 것으로 판단, 솔로몬 포기를 명령한 후 직접 빅 잠에 탑승하여 탈출을 위한 지연전에 나선다.
- 압도적인 화력으로 솔로몬 공격함대 기함을 격파 (이때 티안무 제독 전사)하고 빔병기만을 가진 지구연방군 MS에 대해 I 필드로 밀어붙여 압도적인 위력을 발휘하였으나, 아무로 레이의 건담에 의해 빅 잠이 격파당한다. 최후까지도 직접 자동소총을 쥐고 건담을 공격하는 모습을 본 아무로는 전율한다.

### 가르마 자비
가르마 자비(Garma Zabi)는 '기동전사 건담'의 등장인물로 지온 공국 지구방면군 사령관의 지위(실질적으로 지구방면군은 돌격기동군의 분견대 정도였으며, 명목상의 지위)에 있었다. 군 계급은 대령이며 공왕 데긴 소도 자비의 사남이다
- U.C. 0059년 생으로 20세. 지온 사관학교 수석 졸업으로 젊은 미남자였으며 아버지 데긴으로부터 지온 공국의 후계자로 기대받고 있었다. 가족들도 가르마와 대립관계에 있지 않았으며 특히 도즐은 동생을 매우 아끼고 있었다. 샤아 아즈나블과는 사관학교 이래 친구로 여기고 있었다.
- 일년전쟁 당시 지구방면군 사령관으로 북미 동부해안에 주둔하고 있었으나 실질적인 권한은 지상군 제2군 (북미방면군)에 한정되어 있었으며, 젊은 혈기로 직접 전투기에 탑승해 최전선으로 출격하는 일이 잦았다. 점령지 뉴욕의 전 시장 에센바흐의 딸 이셀리나와 사랑하는 사이였다.
- 화이트 베이스가 북미 지역으로 강하하자, 이에 대한 공격 시도를 수차례 감행하나 실패한다. U.C.0079년 10월 4일, 화이트 베이스대의 계략에 말려 건담을 추적하던 도중 배후에 매복한 화이트 베이스대의 총공격을 맞고, 공중 항모 가우를 직접 몰아 화이트베이스에 특공을 시도하던 도중 추락해 전사한다. (샤아는 건담과 화이트 베이스의 매복을 알아차렸으나, 이를 알리지 않고 함정에 빠지도록 한다. 그 이전에도 무전기를 끊는 등의 방법으로 가르마를 방해했었다.)
- 가르마의 장례는 전의 고양을 위해 기렌 주도하에 국장으로 치러진다. 이후 가르마의 연인 이셀리나는 직접 화이트베이스에 대한 복수전에 나서고, 분노한 도즐은 샤아를 좌천시키고 란바 랄 부대를 화이트 베이스 공격 임무에 투입한다.

### 미네바 라오 자비
미네바 라오 자비(Mineva Lao Zabi)는 '기동전사 건담'과 '기동전사 Z건담', '기동전사 ZZ건담', '기동전사 건담 UC'의 등장인물로, 도즐 자비의 딸이며 유일한 자비가의 정통 자손이다.
- U.C.0079년 9월 2일, 도즐 자비와 제나 자비 사이에 태어났으며 솔로몬 함락 당시 어머니와 함께 탈출해 액시즈로 피신한다.
- 자비가의 정통 후계자로 편향된 교육을 받아, 어린 나이임에도 불구하고 지도자처럼 행동하기 위해 '척'을 한다. 애당초 샤아 아즈나블은 미네바를 평범하게 키우고 싶어했으나 섭정 하만 칸은 자비가 부흥을 목표로 미네바를 취급했다.
- U.C.0087년, 네오 지온의 명목상 군주로 지구권에 귀환하여 그리프스 분쟁 및 제1 차 네오지온 항쟁에 말려든다. 하만 전사 이후, 실제 미네바 자비는 이미 샤아의 손에 의해 피신했으며 이후 대역이 세워져 있었던 것이 발각되었다. 당분간 샤아와 함께 스위트 워터에 숨어살았던 것으로 여겨지지만, 제2 차 네오지온 항쟁이 있는 동안 소식은 없다.
- U.C.0096년, 네오 지온의 잔당조직인 '소데츠키' 일당이 사이드 4의 인더스트리얼 7 콜로니에 위치한 비스트 재단으로부터 보물이라 할 수 있는 '라플라스의 상자'를 양수하는 것에 대하여 불필요한 분쟁을 유발할 수 있다고 판단한다. 그리하여 '오드리 번'이라는 가명 하에 독단으로 콜로니에 잠입하여 재단의 당주인 카디아스 비스트를 만나 양도의사를 번복해 줄 것을 요청한다. 이 과정에서 에너하임 공업 학교의 재학생인 버나지 링크스의 도움을 받게된다.
- 뉴타입으로서의 소질은 있었던 것으로 생각되지만, 정치적으로 이용되었을 뿐이다.(뉴타입들의 불행한 말로를 생각해보면 오히려 다행으로 볼 수도 있다.) 성장한 미네바에 관해서 정식 역사에는 포함되지 않는 작품이 두개 있다.
  - U.C.0091년 '기동전사 건담 VS 전설거신 역습의 기간티스'에서, 네오지온의 분파에 의해 파일럿으로 이용되는 도중 쥬도 아시타, 아무로 레이, 그리고 샤아의 손에 의해 구출된다.
  - U.C.0099년 '기동전사 건담 문 크라이시스'에서, 네오지온 및 누벨 에우고(에우고와 관계없는 테러집단)가 무장 봉기 시 '메이파 길버드'로 이름을 바꾸고 숨어있던 미네바를 맹주로 추대하나 이후 지구연방군의 '타크나 신도 앤더슨'과 협력하여 반란을 진압한다.

## 기타 인물

### 나루스 자비
나루스 자비(Naliss Zabi)는 '기동전사 건담'의 설정상 인물로 데긴 소도 자비의 아내이다.
- 가르마 자비 출생시 사망하였다는 것이 소설판에서 알려졌으며, 코단샤의 '기동전사 공식 백과사전 Gundam Officials'에서는 '나리스 자비'라고 되어 있다. 가르마 외에 사스로 및 도즐의 어머니라는 설도 있다.

### 제나 라오 자비
제나 라오 자비(Zenna Lao Zabi)는 '기동전사 건담'의 등장인물로 도즐 자비의 부인이며 미네바 라오 자비의 어머니이다.
- 솔로몬 함락 당시 미네바와 함께 액시즈로 탈출, U.C.0081년 병사한다.
- 마하라자 칸의 장녀 (하만 칸의 언니)라는 설도 있으나, 현재는 별개의 인물로 마하라자 칸의 장녀는 도즐의 첩으로 보는 것이 일반적이다.
  - '기동전사 건담 The Origin'에서는 가르마 및 샤아의 사관학교 동기 '제나 미아'로, 사관생도봉기사건 당시 도즐 자비에게 프로포즈를 받는 에피소드가 소개되어 있다.

## 사생아 또는 클론 설이 있는 인물
'기동전사 ZZ건담'의 설정에서 기렌 자비는 본인의 클론 실험 및 특히 본인과 뉴타입 여성과의 인공수정 실험을 본격적으로 수행하고 있었다는 내용이 있다.
- 그레미 토토
  - 데긴 자비의 사생아 설과 데긴 자비의 인공수정 또는 클론설, 기렌 자비의 인공수정 설 또는 클론 설로 플 및 플2와의 배다른 형제설 등이 네오지온 내부에 퍼져 있었다. 본인은 데긴 자비의 사생아설을 믿고 있었던 듯하다.
  - 설정상에서는 기렌의 인공수정 설 쪽이 사실로 기록되어 있다.

- 란스 기-렌 / 니 기-렌
  - 기렌 자비의 인공수정 또는 클론 설이 있으나, 클레미나 플 자매에 비해서는 일반적으로 신뢰도가 낮다고 생각된다.

- 엘피 플 / 플2
  - 기렌 자비의 인공수정 설이 있다. 따라서 그레미 토토와는 이복남매간이며, 그레미 토토 휘하의 뉴타입 부대 인원들도 모두 같은 이복자매 또는 클론으로 여겨진다.
  - 설정상에서는 모두 기렌의 인공수정에 의한 출생이며, 세뇌 때문에 강화인간과 같은 모습을 보인다고 설명하고 있다.